# Pier Angelo Aloisio Fossati
Pier Angelo Aloisio Fossati (Morcote, 1762 – Venezia, 1827) è stato un ingegnere e incisore svizzero.
Figlio di Carlo Giuseppe e Maria Maddalena Andreoli. Dopo essersi spostato a Venezia, impara il mestiere presso il nonno Giorgio Domenico. Per diversi anni ricopre numerose cariche presso la Scuola Grande di San Rocco, dove progetta e realizza una cantoria nel 1789.